# Bistum Stockton
Das Bistum Stockton (lateinisch Dioecesis Stocktoniensis, englisch Diocese of Stockton) ist eine in den Vereinigten Staaten gelegene römisch-katholische Diözese mit Sitz in Stockton, Kalifornien.

## Geschichte
Das Bistum Stockton wurde am 13. Januar 1962 durch Papst Johannes XXIII. mit der Apostolischen Konstitution Ineunte vere aus Gebietsabtretungen des Erzbistums San Francisco und des Bistums Sacramento errichtet und dem Erzbistum San Francisco als Suffraganbistum unterstellt. Am 15. September 1966 wurde dem Bistum Stockton das Gebiet Alpine County angegliedert.
Im Januar 2014 erklärte das Bistum die Zahlungsunfähigkeit nach Chapter 11 des US-amerikanischen Insolvenzrechtes. Ursächlich hierfür waren Entschädigungszahlungen von umgerechnet rund zehn Millionen Euro, die es infolge mehrerer Fälle von Kindesmissbrauch zu leisten hatte. Das Bistum ist das zehnte in den Vereinigten Staaten, das diesen Schritt gehen musste.

## Territorium
Das Bistum Stockton umfasst die im Bundesstaat Kalifornien gelegenen Gebiete Alpine County, Calaveras County, Mono County, San Joaquin County, Solano County, Stanislaus County und Tuolumne County.

## Bischöfe von Stockton
- Hugh Aloysius Donohoe, 1962–1969, dann Bischof von Fresno
- Merlin Joseph Guilfoyle, 1969–1979
- Roger Michael Mahony, 1980–1985, dann Erzbischof von Los Angeles
- Donald William Montrose, 1985–1999
- Stephen Edward Blaire, 1999–2018
- Myron Joseph Cotta, seit 2018